# Alicja Szemplińska
Alicja Maria Szemplińska, född 29 april 2002 i Ciechanów, är en polsk sångerska som vann den tionde säsongen av polska The Voice 2019. Året efter vann hon den polska uttagningen till Eurovision Song Contest 2020 i Rotterdam, vilket gjorde att hon fick representera sitt land i tävlingen. Hon skulle ha deltagit i den andra semifinalen den 14 maj 2020 med låten "Empires" om inte tävlingen hade ställts in på grund av coronaviruspandemin 2019–2021.